# Guleanți
Guleanți (în bulgară Гулянци, în trecut Gulenți) este un oraș în comuna Guleanți, regiunea Plevna,  Bulgaria. Orașul a fost locuit de români.

## Demografie
Componența etnică a orașului Guleanți
     Romi (6,11%)
     Turci (1,15%)
     Bulgari (81,57%)
     Nicio identificare (10,97%)
     Altele (0,18%)
La recensământul din 2011, populația orașului Guleanți era de 3.207 locuitori. Din punct de vedere etnic, majoritatea locuitorilor (81,57%) erau bulgari, existând și minorități de romi (6,11%) și turci (1,15%). Pentru 10,97% din locuitori nu este cunoscută apartenența etnică.